# Liis Lepik
Liis Lepik (* 2. Oktober 1994 in Kuressaare) ist eine estnische Fußballspielerin.

## Karriere

### Verein
Lepik begann ihre Karriere im Jahr 2008 beim FC Kuressaare. Dort absolvierte sie bis 2009 insgesamt 42 Spiele. 2010 wechselte sie zum estnischen Club FC Flora Tallinn. Mit Flora gewann sie mehrfach die estnische Meisterschaft sowie nationale Pokal- und Supercup-Titel.

### Nationalmannschaft
Lepik durchlief die estnischen Juniorennationalmannschaften und spielte für die U-17 und U-19-Auswahl. Ihr Debüt in der estnischen A-Nationalmannschaft gab sie am 10. Februar 2015 in einem Freundschaftsspiel gegen Lettland. Sie nahm an mehreren Qualifikationsrunden zu Europameisterschaften und Weltmeisterschaften teil.